# Sebastian Schwaighofer
Sebastian Schwaighofer (* 7. März 2000 in Zell am See) ist ein österreichischer Politiker der Freiheitlichen Partei Österreichs (FPÖ). Seit dem 24. Oktober 2024 ist er Abgeordneter zum Nationalrat.

## Leben

### Ausbildung und Beruf
Sebastian Schwaighofer absolvierte von Juli 2016 bis September 2019 im elterlichen Betrieb eine Lehre zum Koch. 2019 übernahm er die Schnapsbrennerei Enn, seit 2020 ist er als selbständiger Schnapsbrennmeister tätig.
Sein Vater war zwei Jahrzehnte lang ÖVP-Gemeinderat in Saalbach-Hinterglemm.

### Politik
2022 wurde er stellvertretender Ortsgruppenobmann der FPÖ in Saalbach-Hinterglemm, wo er seit 2024 der Gemeindevertretung angehört. Im Ring Freiheitlicher Jugend (RFJ) fungiert er seit 2022 als Salzburger Landesobmann und seit Juni 2023 als geschäftsführender Bundesobmann. Im Mai 2023 wurde er Landesparteisekretär der FPÖ Salzburg. Nach der Landtagswahl 2023 wurde er in der konstituierenden Sitzung der 17. Gesetzgebungsperiode des Salzburger Landtages am 14. Juni 2023 zum Ersatzmitglied des Bundesrates gewählt.
Für die Nationalratswahl 2024 wurde er von der FPÖ hinter Volker Reifenberger auf dem zweiten Platz im Landeswahlkreis Salzburg sowie als Spitzenkandidat im Regionalwahlkreis Lungau/Pinzgau/Pongau nominiert. Dabei erhielt er Direktmandat im Regionalwahlkreis. In der konstituierenden Sitzung der XXVIII. Gesetzgebungsperiode am 24. Oktober 2024 wurde er als zum damaligen Zeitpunkt mit 24 Jahren jüngster Abgeordneter zum Nationalrat angelobt.